# Leche no pasteurizada

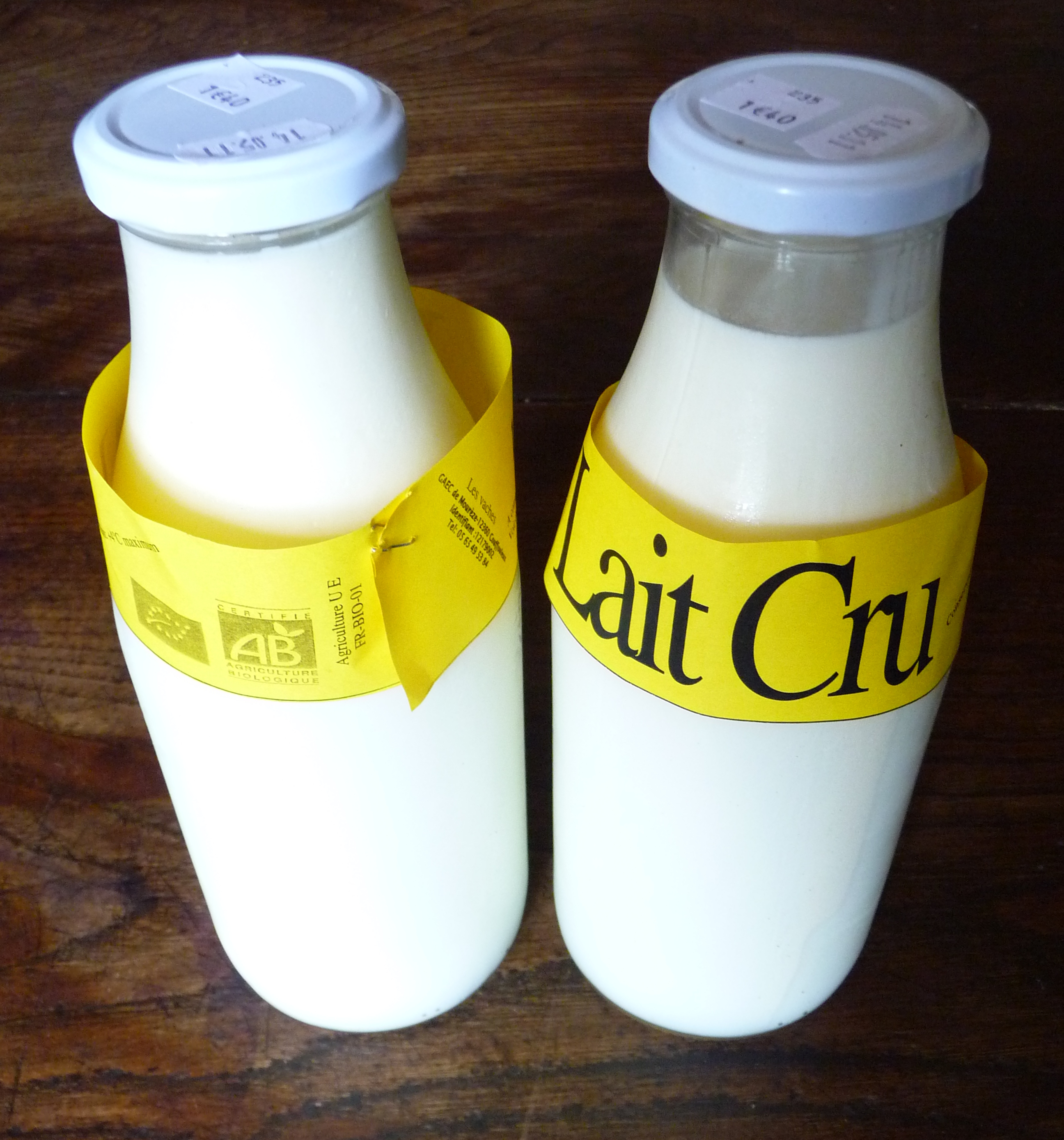
Leche cruda de Aveyron, Francia.

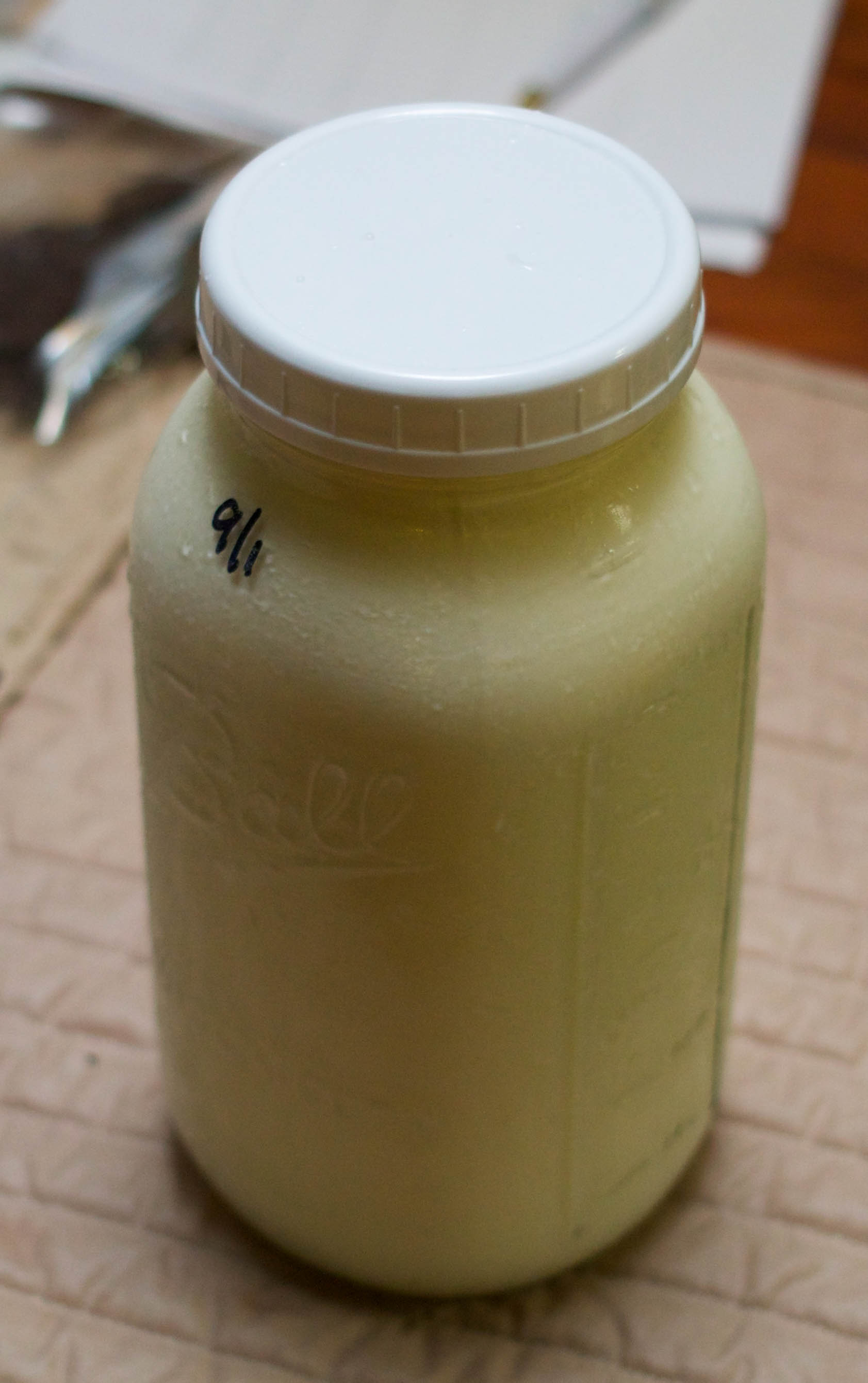
Leche cruda de Estados Unidos.

La leche bronca o leche cruda, o más técnicamente leche no pasteurizada, es leche que no ha pasado por el proceso de caldeo llamado pasteurización, mediante el cual se eliminan los patógenos y se extiende la vida de anaquel del producto. Existe cierta controversia respecto a si el consumo de leche bronca es un riesgo para la salud humana. Los defensores de la leche cruda han declarado que su consumo tiene beneficios, que incluyen un mejor sabor, una mejor nutrición y la construcción de un sistema inmunológico saludable. Sin embargo, la comunidad médica ha advertido sobre los peligros, que incluyen un riesgo de infección, y no ha encontrado ningún beneficio claro.
La disponibilidad y la regulación de la leche cruda varían en todo el mundo. En los Estados Unidos, algunas lecherías han adoptado la pasteurización en cubas a baja temperatura, que según dicen produce un producto similar a la leche cruda. La leche se puede volver a pasteurizar, como se hace cuando la leche pasteurizada se envía desde los Estados Unidos continentales a Hawái, lo que se puede hacer para extender la fecha de caducidad.

## Historia de pasteurización y leche crudas
Los humanos primero aprendieron a consumir regularmente la leche de otros mamíferos tras la domesticación de los animales durante la Revolución neolítica, con el origen de la agricultura y la ganadería. Este desarrollo ocurrió independientemente en varios lugares del mundo: en Mesopotamia (9000-7000 a. C.) y en América (3500-3000 a. C.).  Los animales lácteos más importantes son el ganado vacuno, ovino y caprino, se domesticaron por primera vez en Mesopotamia, aunque el ganado doméstico se había derivado independientemente de las poblaciones de uro silvestre varias veces desde entonces.  A partir de ahí, los animales lácteos se extendieron a Europa (comenzando alrededor del 7000 a. C. pero no llegando a las Islas británicas y Escandinavia hasta después del 4000 a. C. y al Sudeste asiático en el 7000-5500 a. C.
La pasteurización se usa ampliamente para evitar el consumo de leche infectada. El proceso de pasteurización fue desarrollado en 1864 por el científico francés Louis Pasteur, quien descubrió que calentar la cerveza y el vino era suficiente para matar la mayoría de las bacterias que causaban el deterioro, evitando que estas bebidas se agrietasen. El proceso logra esto eliminando patógenos y reduciendo notablemente la cantidad de microbios para prolongar la calidad de la bebida.
Numerosos estudios científicos avalaron el proceso de Pasteur, lo que condujo al desarrollo de la Teoría microbiana. Tras esto, en la década de 1890, la pasteurización se introdujo a nivel nacional en los Estados Unidos, lo que controló con éxito la propagación de enfermedades bacterianas altamente contagiosas como el E. coli, Mycobacterium bovis (la tuberculosis bovina) y la brucelosis. En los primeros años después del descubrimiento, la sociedad comenzó a considerar toda la venta de leche como potencialmente contagiosa, puesto que no había forma de determinar si la leche cruda que vendían los granjeros estaba infectada o no. Algunos de ellos buscaron evitar por todos los medios que sus animales infectados fuesen asesinados y sus productos retirados del mercado, a veces incluso falsificando los resultados de las pruebas de enfermedades. Recientes avances médicos en el análisis de enfermedades transmitidas por la leche han permitido a los científicos rastrear el ADN de las bacterias infecciosas hasta llegar a dar con las granjas de donde procede esta leche cruda infectada.
El reconocimiento de muchos patógenos potencialmente mortales, como E. coli 0157 H7, Campylobacter, Listeria y Salmonella, y su posible presencia en productos lácteos mal producidos ha llevado a la continuación de la pasteurización. El Departamento de Salud y Servicios Sociales, el Centro para el Control y la Prevención de Enfermedades y otras agencias de salud de los Estados Unidos recomiendan enfáticamente que el público no consuma leche bronca u otros productos lácteos crudos. Los niños pequeños, los ancianos, las personas con sistemas inmunes debilitados y las mujeres embarazadas son más susceptibles a las infecciones que se originan en la leche bronca.

## Usos
Se producen varios quesos con leche cruda, como el roquefort o el gouda, aunque cada normativa local determina qué precauciones de salud deben seguirse, como los procesos de añejamiento o envejecimiento del queso.
Una mezcla espesa conocida como Syllabub fue creada por las lecheras que arrojaban leche directamente de una vaca a un recipiente con sidra, cerveza u otra bebida.
La leche cruda de yak se deja fermentar durante la noche para convertirse en mantequilla de yak.

## Efectos de salud

### Infectividad
Las posibles bacterias patógenas de la leche bronca, como la tuberculosis, la difteria, la fiebre tifoidea, Campylobacter, Listeria, Brucella, E. Coli, Salmonella y las infecciones estreptocócicas, hacen que sea potencialmente inseguro de consumir. Del mismo modo, una reciente revisión realizada por la Agencia Federal Belga para la Seguridad de la Cadena Alimentaria y expertos de universidades e instituciones belgas concluyeron que  «la leche cruda representa una amenaza realista para la salud debido a una posible contaminación con patógenos humanos. Por lo tanto, se recomienda encarecidamente que la leche debe calentarse antes del consumo».
Incluso con precauciones y almacenamiento en frío (óptimo de 3 a 4 °C), la leche cruda tiene una vida útil de 3 a 5 días.

### Epidemiología
Antes de que se adoptara la leche pasteurizada en los EE. UU., a los funcionarios de salud pública les preocupaba la transmisión de la leche de vaca de la tuberculosis bovina a los humanos, y se estima que el 10% de todos los casos de tuberculosis en humanos se atribuyen al consumo de leche. Junto con enfermedades específicas, los funcionarios siguen preocupados por los brotes. Con el uso de prácticas modernas de pasteurización y saneamiento, la leche representa menos del 1% de los brotes reportados por el consumo de alimentos y agua. En comparación, la leche bronca se asoció con el 25% de todos los brotes de enfermedades de alimentos / agua durante el periodo anterior a la Segunda Guerra Mundial en los EE. UU. Desde el punto de vista de la salud pública, la pasteurización ha disminuido el porcentaje de brotes alimenticios asociados con la leche.
En el pasado se han producido brotes por consumir productos alimenticios elaborados con leche bronca. Uno de los posibles patógenos en la leche cruda, Listeria monocytogenes, puede sobrevivir al proceso de pasteurización y contaminar los ambientes posteriores a la pasteurización. La leche y los productos lácteos elaborados con esa leche se vuelven a contaminar. La contaminación constante persiste por la supervivencia de las bacterias en las biopelículas dentro de los sistemas de procesamiento. Un alimento que comúnmente ha usado leche cruda en su producción en el pasado es el queso. Una gran parte de la población de los Estados Unidos consume varios tipos diferentes de quesos elaborados con leche cruda, incluidos los quesos crema. Dado que el queso Gouda tiene un período de envejecimiento de 60 días antes de su consumo, se ha hipotetizado previamente que ninguna bacteria persistiría durante ese tiempo. Un estudio de revisión publicado en el Journal of Food Protection mostró que E. coli 0157 H7 tiene la capacidad de persistir durante el período de envejecimiento del queso Gouda. La evidencia del estudio incluyó tres brotes diferentes antes de 2013 asociados con esta cepa específica de E. coli en el queso Gouda.
Entre 2007 y 2016 hubo 144 brotes relacionados con el consumo de leche cruda en los Estados Unidos. Debido a que la producción de leche cruda omite el proceso de pasteurización, los gérmenes que normalmente se eliminan permanecen en el producto lácteo. La exposición a la leche bronca que contiene gérmenes dañinos representa una amenaza de infección, resultante de bacterias como Camplyobacter, Cryptosporidium, E. coli, Listeria y Salmonella. Además, dependiendo de la gravedad de la infección, puede haber una mayor amenaza para la salud humana. La infección tiene el potencial de inducir enfermedades graves como el síndrome de Guillain-Barré y el síndrome urémico hemolítico (SUH). Debido a la vulnerabilidad de los sistemas inmunes en desarrollo y degradantes, los niños, las mujeres embarazadas, los ancianos y las personas inmunocomprometidas tienen un mayor riesgo de sufrir infección por el consumo de leche bronca.
Un estudio utilizó ratones para evaluar la diferencia en los valores nutricionales entre la leche cruda y la pasteurizada. Los ratones se separaron en dos grupos: un grupo de leche pasteurizada y un grupo de leche cruda. Cada grupo consistió en parejas reproductoras. La conclusión del estudio no midió diferencias significativas en los pesos de los ratones pasteurizados a los que consumen leche cruda. Los pesos al nacer se midieron de cada grupo y no mostraron diferencias significativas entre los grupos. En general, el estudio no mostró diferencias significativas apreciables en el valor nutricional en el crecimiento y la fertilidad de los ratones.

### Nutrición y alergia
Con la excepción de un perfil organoléptico (de sabor) alterado, el calentamiento (particularmente temperaturas ultra altas y tratamientos similares) «no cambiará sustancialmente el valor nutricional de la leche cruda u otros beneficios asociados con el consumo de leche cruda».
Los defensores de la leche cruda, como la Weston A. Price Foundation, dicen que se puede producir de manera higiénica y que tiene beneficios para la salud que se destruyen en el proceso de pasteurización. La investigación muestra diferencias muy leves en los valores nutricionales de la leche pasteurizada y no pasteurizada.
Tres estudios han encontrado una relación inversa estadísticamente significativa entre el consumo de leche cruda y el asma y las alergias. Sin embargo, todos estos estudios se han realizado en niños que viven en granjas y tienen un estilo de vida agrícola, en lugar de comparar a niños urbanos que viven estilos de vida urbanos típicos y con exposiciones urbanas típicas sobre la base del consumo o no consumo de leche bronca. Se ha sugerido que los aspectos del estilo de vida general del entorno urbano versus el ambiente agrícola desempeñan un papel en estas diferencias, y por esta razón, el fenómeno general se ha denominado «efecto granja» (farm effect). Una revisión científica reciente concluyó que «la mayoría de los estudios que aluden a un posible efecto protector del consumo de leche bronca no contienen ninguna confirmación objetiva del estado de la leche bronca o una comparación directa con la leche tratada con calor. Además, parece que la resistencia aumentada observada parece estar más bien relacionado con la exposición al ambiente de una granja o a los animales que al consumo de leche bronca». Por ejemplo, en el mayor de estos estudios, la exposición a vacas y paja, así como a la leche cruda, se asoció con tasas más bajas de asma, y la exposición a cuartos de almacenamiento de alimento para animales y estiércol con tasas más bajas de dermatitis atópica; «El efecto sobre la fiebre del heno y la sensibilización atópica no podría explicarse completamente por los ítems del cuestionario en sí mismos o su diversidad».

## Estatus legal
La regulación sobre la distribución comercial de leche bronca envasada varía en todo el mundo. Algunos países tienen prohibiciones completas, pero muchos tienen prohibiciones parciales, que no restringen la compra de leche cruda comprada directamente al agricultor. La leche bronca a veces se distribuye a través de programas en los que el consumidor posee una cierta participación en el animal lechero o el rebaño y, por lo tanto, puede considerarse que consume leche de su propio animal, lo cual es legal. La leche bronca a veces se comercializa para consumo de animales o mascotas, o para otros usos como la fabricación de jabón en lugares donde las ventas para consumo humano están prohibidas.

### África
A pesar de que consumo de leche en África es bastante bajo comparado con el resto del mundo, en comunidades indígenas donde el consumo de leche es común, como entre los maasáis, es típicamente leche no pasteurizada.

### Asia
En las zonas rurales de Asia donde el consumo de leche es común, la leche generalmente no está pasteurizada. En las grandes ciudades de Asia, la leche cruda, especialmente de búbalo, es típica. En la mayoría de los países de Asia, las leyes que prohíben la leche cruda son inexistentes o rara vez se aplican. En Japón, la leche etiquetada como nama («cruda») está disponible en todo el país, sin embargo, esta designación quiere decir que era 100% leche entera cruda antes de ser pasteurizada. La leche sin pasteurizar es muy poco común en Japón. En Singapur, la venta de leche cruda para consumo humano está prohibida debido a problemas de seguridad descritos por la Agencia de Alimentos de Singapur.

### Europa

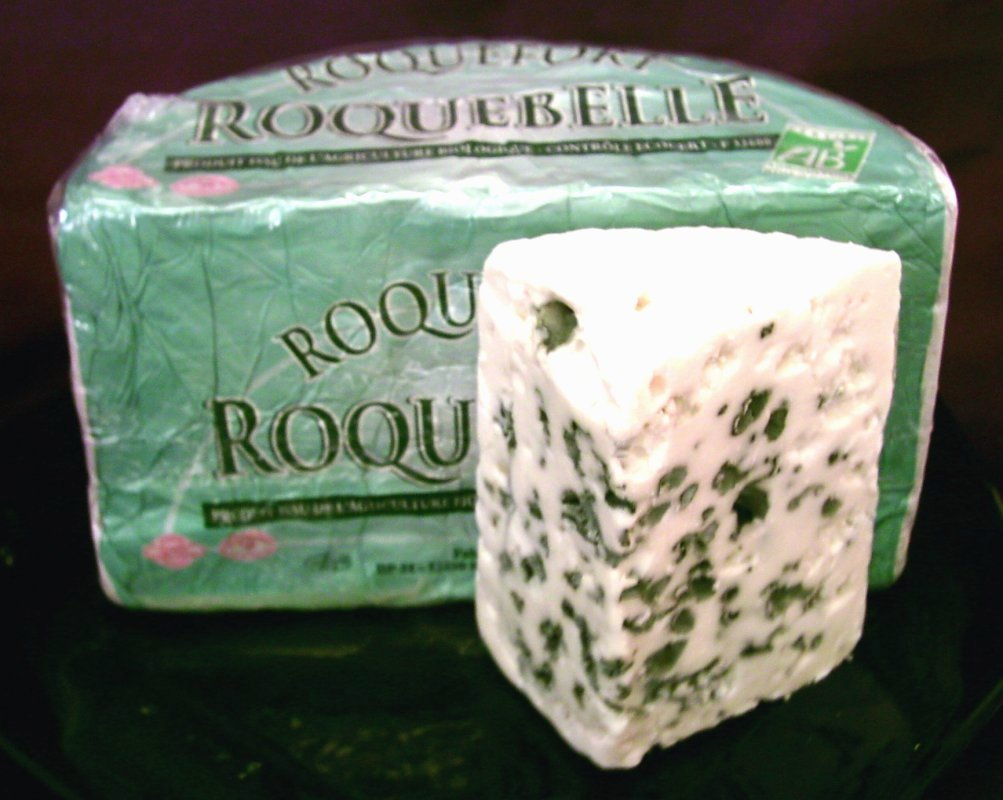
El queso roquefort francés, un famoso queso azul, que la legislación europea exige que se haga con leche de oveja bronca.

La Unión Europea exige que la leche cruda y los productos elaborados con leche cruda se etiqueten para indicarlo. Según las normas de higiene de la UE, los Estados miembros pueden prohibir o restringir la comercialización de leche cruda destinada al consumo humano.  Además, los países europeos son libres de agregar ciertos requisitos. Por lo general, las regulaciones sanitarias especiales y las pruebas de calidad frecuentes (al menos una vez al mes) son obligatorias.

#### Francia
Este país tiene una larguísima tradición quesera. Los quesos de leche bronca representan aproximadamente el 18% de la producción total de queso de Francia, y se consideran de superior calidad a los quesos elaborados con leche pasteurizada. Muchos tradicionalistas de la cocina francesa consideran que los quesos pasteurizados son casi un sacrilegio. Muchos quesos franceses tradicionales han sido elaborados únicamente con leche cruda durante cientos de años. Sin embargo, el queso no pasteurizado es la principal fuente de intoxicación alimentaria por estafilococos en este país.

#### Alemania
En Alemania, la leche cruda envasada puede venderse en tiendas bajo el nombre de Vorzugsmilch. La leche cruda debe envasarse antes de la venta, con la información necesaria (productor, vida útil y advertencias especiales) escrita en el producto. La licencia de distribución tiene estrictas restricciones de calidad, por lo que solo 80 agricultores en Alemania tienen una.
La leche cruda sin envasar solo se puede vender bajo condiciones específicas:
- Solo se venderá en la granja donde se produjo
- Ser del día o del día anterior a la producción
- Tener una etiqueta con la advertencia  «Leche cruda. Hervir antes de usar».

La leche cruda envasada se vende ampliamente en todas las tiendas naturistas, grandes supermercados, tiendas delicatessen y gourmet. La leche cruda se vende legalmente en todo el país, y lo mismo ocurre con los quesos de leche cruda, que son especialmente buscados y promovidos por varios movimientos de comida lenta y alimentación saludable.

#### Estados nórdicos
Las tiendas no pueden vender leche no pasteurizada a consumidores en Noruega Suecia Finlandia y Dinamarca. Los cuatro países permiten ventas limitadas de compra de leche cruda en la misma granja sujetas a controles estrictos. Un distribuidor en Dinamarca tiene licencia para suministrar leche cruda a restaurantes de granjas aprobadas. La pasteurización de la leche se convirtió en una práctica común en Dinamarca y Suecia a mediados de la década de 1880.

#### Eslovenia
La leche bronca ha estado disponible en máquinas expendedoras de leche refrigerada (mlekomati) en todo el país desde 2010. La leche que se vende en las máquinas está sujeta a un estricto control regular. A partir de 2018, la leche cruda también está disponible en las tiendas.

#### Reino Unido

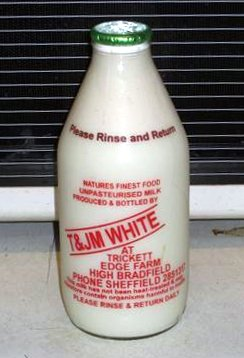
Una botella de leche verde.

Las ventas de leche cruda para beber están prohibidas en Escocia después de una serie de muertes en 1983. Si bien es legal en Inglaterra, Gales e Irlanda del Norte, los únicos productores registrados están en Inglaterra. Alrededor de 200 productores venden leche cruda o «de tapa verde» directamente a los consumidores, ya sea en la granja, en un mercado de productores o mediante un servicio de entrega, ya que es legal suministrar leche no pasteurizada directamente a los consumidores, pero es ilegal ser vendido a una tienda minorista. La botella debe mostrar la advertencia «este producto no ha sido tratado térmicamente y puede contener organismos nocivos para la salud», y la lechería debe cumplir con estándares de higiene más altos que las lecherías que solo producen leche pasteurizada.

### América del Norte

#### Canadá
La venta de leche cruda directamente a los consumidores está prohibida en Canadá bajo las Regulaciones de Alimentos y Medicamentos desde 1991.
Las leyes provinciales también prohíben la venta y distribución de leche bronca. Por ejemplo, la Ley de Protección y Promoción de la Salud de Ontario, la subsección 18(1) dice: «Ninguna persona venderá, ofrecerá a la venta, entregará o distribuirá leche o crema que no haya sido pasteurizada o esterilizada en una planta autorizada por la Ley de Leche o en una planta fuera de Ontario que cumpla con los estándares para plantas con licencia bajo la Ley de Leche».
En enero de 2010, el granjero Michael Schmidt fue declarado inocente de 19 cargos relacionados con la venta de leche cruda en el Tribunal de Justicia de Ontario. En apelación ante el Tribunal de Justicia de Ontario, esa decisión fue revocada. Schmidt fue condenado por trece cargos e impuso multas por un total de $ 9,150 y un año de libertad condicional. Un recurso posterior ante el Tribunal de Apelaciones de Ontario fue desestimado.
En la Columbia Británica, Alice Jongerden y Michael Schmidt y Gordon Watson, personas involucradas en la operación de su lechería de leche cruda, intentaron evitar la ejecución de una sentencia en su contra en virtud de la Ley de Salud Pública impugnando la constitucionalidad de la legislación, que considera la leche cruda ser un producto peligroso, porque viola la Carta Canadiense de los Derechos y las Libertades. Este argumento, y otras defensas invocadas por ella y los acusados en su negocio, fue rechazado en 2013 por la Corte Suprema de Columbia Británica, que en cambio declaró a Schmidt y Watson culpables de desacato civil, y los sentenció a una pena suspendida de prisión de 3 meses con un período de prueba de 1 año durante el cual «cualquier repetición de este desacato... desencadenará la pena de prisión impuesta de 3 meses». Eran también costes especiales cobrados.
Mientras tanto, Canadá permite la venta de quesos de leche bronca que tienen una edad superior a 60 días. En 2009, la provincia de Quebec modificó las regulaciones para permitir quesos de leche bronca de menos de 60 días, siempre que se cumplan estrictas salvaguardas.

#### Estados Unidos
A principios del siglo XX, muchos estados permitieron la venta de leche bronca que fue certificada por una «comisión médica de leche», lo que efectivamente permite una alternativa de inspección adicional para la pasteurización. Ahora la mayoría de los estados imponen restricciones a los proveedores de leche bronca debido a las preocupaciones sobre la seguridad. Cuarenta y tres estados estadounidenses permiten la venta de leche bronca. Se pueden encontrar acuerdos contractuales llamados herdshare (lit. «compartir rebaño»), en los que se compra leche bronca para consumo animal, en muchos estados donde la venta al minorista para consumo humano está prohibido. La venta de queso de leche cruda está permitida siempre que el queso haya envejecido durante 60 días o más.
La Agencia de Medicamentos y Alimentación (FDA) informó que, en 2002, el consumo de leche bronca, cruda o parcialmente calentada, provocó enfermedades relacionadas en alrededor de 200 estadounidenses.
Muchos funcionarios gubernamentales y la mayoría de las organizaciones de salud pública sostienen la necesidad de la pasteurización. Antes de la pasteurización, muchas lecherías, especialmente en las ciudades, alimentaban a su ganado con alimentos de baja calidad, y su leche estaba plagada de bacterias peligrosas. Pasteurizarlo era la única forma de hacerlo potable de forma segura. Como la pasteurización ha sido estándar durante muchos años, ahora se asume ampliamente que la leche bronca es peligrosa. El Departamento de Ciencias de la Alimentación de la Universidad de Cornell ha compilado datos que indican que los microorganismos patógenos están presentes entre el 0,87% y el 12,6% de las muestras de leche cruda.
Los defensores de la leche cruda (en los EE. UU.) presentan dos argumentos básicos para la leche no pasteurizada. Por un lado, afirman que la pasteurización destruye o daña algunos de los nutrientes de la leche, y que si bien la pasteurización puede matar bacterias peligrosas, también elimina las bacterias buenas que los partidarios de la leche cruda han declarado que tienen beneficios para la salud. La FDA ha declarado que esto es falso y que la leche pasteurizada no destruye ninguno de sus valores nutritivos.
Por otro lado, los defensores también claman los beneficios de la venta directa cuando promueven la venta de leche bronca. La capacidad del agricultor para eliminar al intermediario y vender directamente al consumidor permite una mayor rentabilidad. Muchos fabricantes venden equipos de pasteurización a pequeña escala, lo que permite a los agricultores evitar los procesadores de leche y vender leche pasteurizada directamente al consumidor. Además, algunas pequeñas lecherías de EE. UU. Ahora están comenzando a adoptar la pasteurización en depósitos a baja temperatura. Los defensores de la pasteurización en tina de baja temperatura notan que produce un producto similar a la leche cruda en composición.
Junto con el debate empírico en curso, los defensores de la libertad alimentaria citan argumentos libertarios al reclamar un derecho civil básico de cada persona para sopesar los riesgos y beneficios al elegir la comida que se come.

### Oceanía

#### Australia
La venta de leche bronca para beber, y sus subproductos lácteos, son ilegales en todos los estados y territorios de Australia. La prohibición se ha eludido en parte vendiendo leche cruda como «leche de baño». Recientemente se ha hecho una excepción para dos tipos de queso Roquefort. Hay vacas o rebaños de vacas cuya propiedad legal es compartida, lo que permite a los «propietarios» consumir su leche bronca, pero también evidencia que el gobierno está tratando de acabar con este vacío legal.
El 8 de noviembre de 2015, Apu Khangura, de 4 años, murió de síndrome urémico hemolítico, otros 7 niños se enfermaron gravemente, el gobierno de Victoria creó nuevas regulaciones que requieren que los productores traten la leche cruda para reducir los patógenos, o para que el producto sea desagradable al gusto, como hacerlo amargo.

#### Nueva Zelanda
La leche bronca y los productos lácteos crudos se pueden fabricar y vender en Nueva Zelanda, pero están altamente regulados. Los productores de leche cruda para la venta a los consumidores deben estar registrados. La leche cruda debe ser recolectada por el comprador de la granja del productor o entregada a la casa del comprador.